# Ouvrage de La Béole
L'ouvrage de La Béole est une fortification faisant partie de la ligne Maginot, située sur la commune de Breil-sur-Roya, à la limite de celle de Saorge, dans le département des Alpes-Maritimes.
Il s'agit d'un petit ouvrage d'infanterie de trois blocs, inachevé, servant d'abri actif : il avait pour mission non seulement de protéger une section d'infanterie, mais aussi de servir d'observatoire.

## Description
La Béole, à 1 664 mètres d'altitude, se situe sur la crête orientée de l'ouest vers le sud-est qui commence à la pointe des Trois-Communes (2 080 mètres) sur le massif de l'Authion pour se terminer à la cime de Colla-Bassa (1 414 mètres) et ensuite descendre dans la vallée de la Roya (dans les gorges de Saorge).

### Position sur la ligne
L'ouvrage devait être couvert par la construction de l'ouvrage de Plan-Caval, deux kilomètres plus à l'ouest et à 1 932 mètres d'altitude. Un observatoire était installé à Colla-Bassa, trois kilomètres plus à l'est. Plus au sud, de l'autre côté du vallon de la Maglia, se trouve l'abri du Col-d'Agnon.

### Souterrains et blocs
Comme tous les autres ouvrages de la ligne Maginot, celui de La Béole est conçu pour résister à un bombardement d'obus de gros calibre. Les organes de soutien sont donc aménagés en souterrain, creusés sous plusieurs mètres de roche, tandis que les organes de combat, dispersés en surface sous forme de blocs, sont protégés par d'épais cuirassements en acier et des couches de béton armé. Les installations souterraines abritaient un casernement pour l'équipage, une cuisine, un poste de secours, des latrines, des lavabos, un petit stock de munitions, un stock de vivres, ainsi que des citernes d'eau. Mais le petit groupe électrogène n'a pas été installé.
L'ouvrage est composé de trois blocs dont deux blocs d'entrée : il s'agit en fait d'un abri-caverne sur lequel a été greffée une casemate d'infanterie et un observatoire d'artillerie. Le niveau de protection est le no 2, soit pour les murs exposés une épaisseur de 2,25 mètres de béton armé et pour les dalles deux mètres, de quoi théoriquement résister à un pilonnage jusqu'au calibre 240 mm.
Le bloc 1 sert d'entrée nord-ouest mais aussi de casemate d'infanterie, avec comme équipement deux créneaux pour chacun un jumelage de mitrailleuses Reibel, ainsi qu'un autre créneau pour fusil mitrailleur. Le bloc 2 est l'entrée sud-est, lui aussi avec pour toute défense un créneau FM dans la porte. Les deux entrées sont chacune sur un des versants (les deux étant observables du côté italien), avec les portes orientées vers l'ouest.
Le bloc 3 est un observatoire d'artillerie installé sur la crête, équipé avec une cloche GFM, équipée d'un périscope J 2 et de créneaux pour tirer au fusil mitrailleur.
Les mitrailleuses et fusils mitrailleurs de l'ouvrage étaient chacun protégé par une trémie blindée et étanche (pour la protection contre les gaz de combat). Ils tirent la même cartouche de 7,5 mm à balle lourde (modèle 1933 D de 12,35 g au lieu de 9 g pour la modèle 1929 C).
Les mitrailleuses étaient des MAC modèle 1931 F, montées en jumelage (JM) pour pouvoir tirer alternativement, permettant le refroidissement des tubes. La portée maximale avec cette balle (Vo = 694 m/s) est théoriquement de 4 900 mètres (sous un angle de 45°, mais la trémie limite le pointage en élévation à 15° en casemate et à 17° dans une cloche GFM), la hausse est graduée jusqu'à 2 400 mètres et la portée utile est plutôt de 1 200 mètres. Les chargeurs circulaires pour cette mitrailleuse sont de 150 cartouches chacun, avec un stock de 50000 cartouches pour chaque jumelage. La cadence de tir théorique est de 750 coups par minute, mais elle est limitée à 450 (tir de barrage, avec trois chargeurs en une minute), 150 (tir de neutralisation et d'interdiction, un chargeur par minute) ou 50 coups par minute (tir de harcèlement, le tiers d'un chargeur). Le refroidissement des tubes est accéléré par un pulvérisateur à eau ou par immersion dans un bac.
Les fusils mitrailleurs (FM) étaient des MAC modèle 1924/1929 D, dont la portée maximale est de 3 000 mètres, avec une portée pratique de l'ordre de 600 mètres. L'alimentation du FM se fait par chargeurs droits de 25 cartouches, avec un stock de 14 000 par cloche GFM, 7 000 par FM de casemate et 1 000 pour un FM de porte ou de défense intérieure. La cadence de tir maximale est de 500 coups par minute, mais elle est normalement de 200 à 140 coups par minute,.

## Histoire
Le projet d'ouvrage est validé par la Commission d'organisation des régions fortifiées (CORF) en mars 1934 : il est réalisé grâce à la main-d'œuvre militaire (MOM). Trois autres blocs ont été ajournés (en second cycle) et finalement jamais construit faute de crédit : le bloc 4 devait tirer vers l'est, le bloc 5 vers le nord-ouest et le 6 vers le sud-est.
L'équipage de l'ouvrage est fourni par le 75e bataillon alpin de forteresse (responsable des ouvrages de l'Authion). L'ouvrage n'est pas concerné directement par les combats de juin 1940, puis est désarmé en juillet 1940. La crête est le site de combats pendant l'hiver 1944-1945.